# Diego de Cárdenas y Enríquez
Diego de Cárdenas y Enríquez (s. m. siglo XV - 6 de junio de 1542), I duque de Maqueda, I adelantado mayor de Granada, comendador mayor de la Orden de Santiago, Grande de España.

## Biografía
Era primogénito de Gutierre de Cárdenas —contador mayor del reino y alcalde mayor de Toledo— y de Teresa Enríquez —hija del almirante de Castilla, Alonso Enríquez de Quiñones—. Intervino en la Guerra de Granada contra los musulmanes y, en honra a sus méritos, recibió de los Reyes Católicos el nombramiento de I Adelantado mayor del reino de Granada. 
A la muerte de su padre en 1503, lo sucedió en las tenencias y alcaidías de Carmona, La Mota, Chinchilla y Almería, a las que luego sumó la de Segovia. Asimismo, heredó la posesión de la villa de Cárdenas, de la que fue su VIII señor, y la de Maqueda, Torrijos, Elche y Chinchilla (de ellas fue el II).
Sirvió como comendador mayor e integrante del Consejo de los Trece de la Orden de Santiago. En 1529, el monarca Carlos I le concedió el título de duque de Maqueda, al mismo tiempo que el marquesado de Elche para los primogénitos de su Casa. Al año siguiente, 1530, lo agració con la Grandeza de España. 
Contrajo matrimonio con Mencía Pacheco de Velasco, hija de Juan Pacheco, I marqués de Villena. Fueron sus hijos:
1. Bernardino de Cárdenas Pacheco, su heredero, II duque de Maqueda y I marqués de Elche.
2. Gutierre de Cárdenas, comendador de Oreja de la Orden de Santiago.
3. Alonso de Cárdenas, que se casó con María Pacheco, hija de Juan Pacheco, segundo señor de La Puebla de Montalbán.
4. Magdalena de Cárdenas, que se casó con Pedro López de Ayala, quinto conde de Fuensalida.

Murió en 1542.